# Guy Lapébie
Pour les articles homonymes, voir Lapébie.
Guy Lapébie, né le 28 novembre 1916 à Saint-Geours-de-Maremne dans le département des Landes et mort le 8 mars 2010 à Saint-Gaudens, est un coureur cycliste français. Champion olympique de la course en ligne par équipes et de la poursuite par équipes aux Jeux olympiques de 1936, également médaillé d'argent en individuel, il devient professionnel en 1937. Il est notamment monté sur le podium du Tour de France en 1948, à la 3e place, et compte deux victoires d'étapes lors de ses trois participations à l'épreuve. Également spécialiste de la piste, il compte plusieurs victoires sur les courses de six jours, dont deux succès sur les Six Jours de Paris.
Guy Lapébie est le frère cadet de Roger Lapébie, vainqueur du Tour de France 1937. Son fils Serge et son neveu Christian, le fils de Roger, ont également effectué une carrière professionnelle.

## Biographie

### Jeunes années

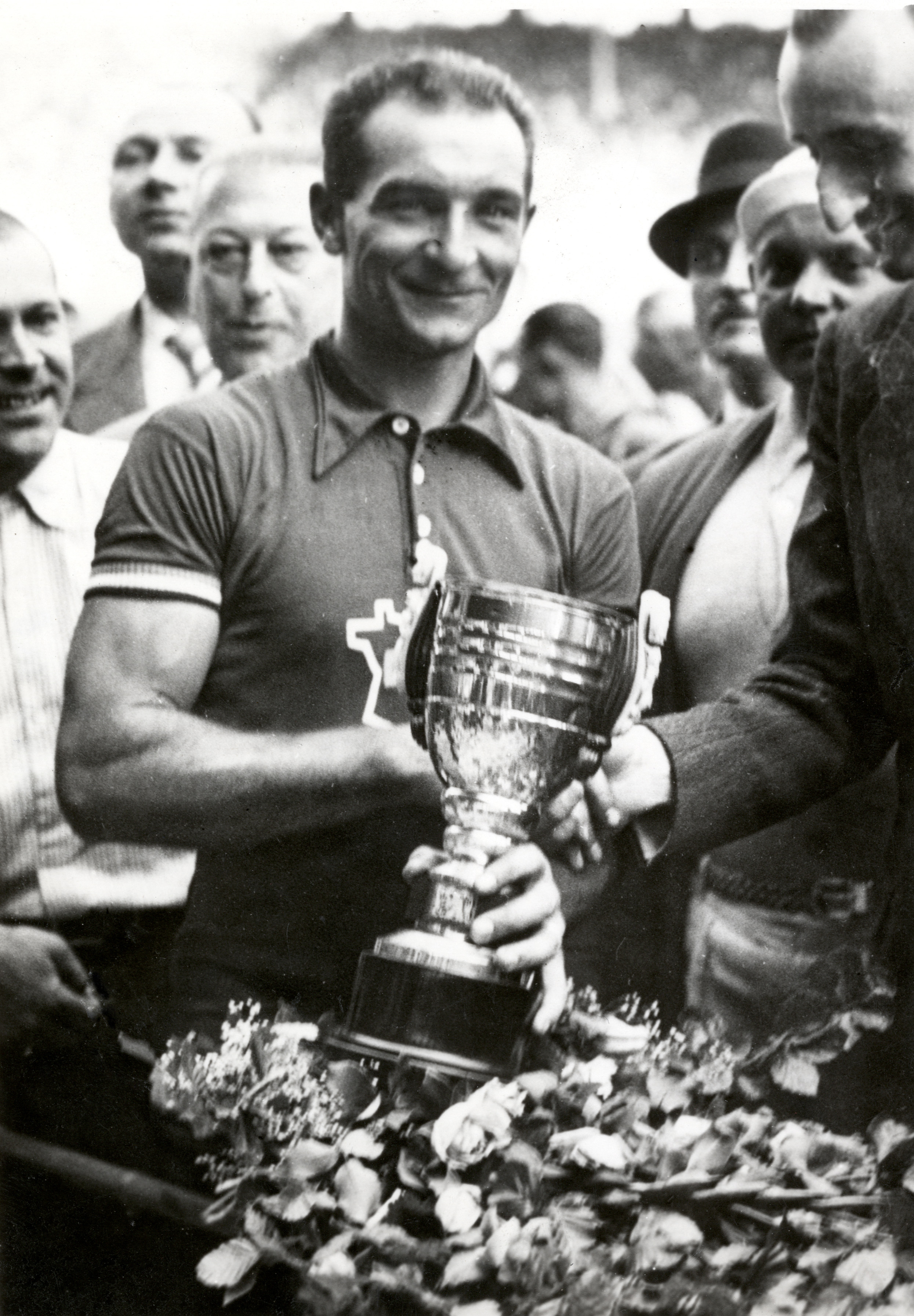
Guy Lapébie pratique le cyclisme, comme son frère aîné Roger.

Guy Lapébie naît le 28 novembre 1916 à Saint-Geours-de-Maremne, département des Landes. Il est le troisième enfant de Lucien Lapébie, cheminot à la Compagnie  du Midi, et de Marie Larretgère : Clovis, de dix ans son aîné, effectuera une carrière militaire au 4e régiment de zouaves à Tunis, tandis que Roger, né en 1911, deviendra cycliste professionnel comme lui. En 1917, son père obtient une mutation dans la banlieue bordelaise et la famille s'installe à Talence.
Après avoir obtenu son certificat d'études primaires, Guy Lapébie entre aux PTT comme télégraphiste. En récompense de sa réussite scolaire, ses parents lui offrent son premier vélo, de marque Royal-Fabric. Comme son frère Roger, il souhaite pratiquer le cyclisme et rejoint à l'âge de 15 ans le club de l'AS Patronage du Midi. Dans un premier temps, il choisit de se consacrer exclusivement à la piste.
Guy Lapébie obtient rapidement des résultats probants. Roger, qui a notamment fréquenté le meilleur club amateur français de l'époque, le Vélo Club de Levallois, recommande son frère auprès de Paul Ruinart, le directeur du club. Ce dernier se déplace à Bordeaux en 1934, à l'occasion de la Semaine fédérale lors de laquelle est attribué le titre de champion de France amateur sur route. Guy Lapébie ne peut disputer le sprint, remporté par Paul Maye, mais deux jours plus tard, associé à Robert Charpentier, Jean Goujon, Raymond Mauret et André Deforge, il gagne le championnat de France des sociétés. Il rejoint alors la région parisienne en vue de disputer la saison 1935 sur route au sein du VCL.

### Carrière amateur et médaille d'or olympique
En juin 1935, Guy Lapébie obtient un premier succès d'importance sur route. Il gagne le Grand Prix amateur des cinq nations, une épreuve de 100 km disputée au jardin des Tuileries, devant son coéquipier Robert Charpentier. Au mois d'août suivant, il prend la deuxième place de Paris-Dieppe, puis remporte Paris-Romorantin. Il fait alors des championnats du monde son principal objectif, mais il est battu lors d'une épreuve de sélection où seuls les trois premiers coureurs sont retenus en équipe de France. Cette mise à l'écart l'incite à passer professionnel, mais l'Union vélocipédique de France refuse sa licence, considérant que Guy Lapébie constitue une très grande chance de médaille pour les Jeux olympiques qui ont lieu l'année suivante à Berlin,.
Pendant la saison d'hiver au Vél' d'Hiv', il se distingue en gagnant l'épreuve du kilomètre avec départ lancé lors du Prix du Salon, ainsi que le match routiers-pistards amateurs par équipe.
Au début de la saison 1936, Guy Lapébie multiplie les performances : il devance son coéquipier Gérard Virol au Critérium national des amateurs, puis se classe deuxième d'une épreuve pré-olympique à Montlhéry derrière Robert Dorgebray avant de remporter le Grand prix d'Europe des amateurs aux Tuileries. Avec ses coéquipiers du Vélo Club de Levallois, il bat le record du monde de poursuite par équipes lors du championnat de France amateur au vélodrome de Vincennes. Le quatuor formé par Lapébie, Robert Charpentier, Jean Goujon et Roger-Jean Le Nizerhy apparaît alors comme le favori pour les Jeux olympiques de Berlin. Les Français font honneur à leur statut en remportant facilement la médaille d'or de l'épreuve de poursuite par équipes en battant en finale l'Italie. Dans la course en ligne sur route, marquée par des accrochages dans les derniers kilomètres, Guy Lapébie obtient la médaille d'argent, devancé seulement par son compatriote Robert Charpentier. Cette performance, combinée à la 4e place de Robert Dorgebray, permet à la France de s'octroyer la médaille d'or de la course par équipes. À leur retour en France, les médaillés tricolores reçoivent les félicitations du ministre des sports Léo Lagrange.
Guy Lapébie conserve toutefois un regret quant au déroulement de ces Jeux : quelques semaines plus tard, il visionne un reportage dans une salle de cinéma et constate que la main qui l'avait accroché était celle de Charpentier, qu'il considérait comme son ami. Dès lors, il déclare à la fin de sa carrière : « Depuis ce jour, je me considère comme le vainqueur moral des Jeux de Berlin. »
Trois semaines après la fin des Jeux, Guy Lapébie dispute le championnats du monde amateur à Berne. Dans le dernier tour de circuit, il tente de s'échapper mais brise l'un de ses cale-pieds dans la dernière côte. Il doit se contenter de la 4e place tandis que la victoire revient au Suisse Edgar Buchwalder.

### Carrière professionnelle

#### Des premiers résultats avant-guerre aux succès d'après la Libération (1937-1947)
Guy Lapébie passe professionnel en 1937. Il joue de malchance en début de saison, abandonnant à la suite d'un ennui mécanique sur le Grand Prix de Nice, sa première course, puis chutant sur le Critérium national que remporte son frère Roger. Il obtient son premier résultat notable en prenant la 3e place de Paris-Caen derrière Raoul Lesueur et André Auville. L'année suivante, il se classe notamment 4e de Gênes-Nice et 5e de Paris-Angers. Au début de la saison 1939, Guy Lapébie se distingue sur Paris-Nice, couru dans des conditions météorologiques très défavorables aux coureurs : dans la deuxième étape, les bourrasques de vent et la neige gênent leur progression et seulement 24 coureurs franchissent la ligne d'arrivée. Deuxième de la dernière étape à Nice, battu au sprint par le Belge Frans Bonduel, il prend la 9e place du classement général final.
Le nombre de courses organisées diminue sensiblement pendant la Seconde Guerre mondiale et les années d'occupation mais Guy Lapébie parvient néanmoins à se présenter comme l'un des meilleurs coureurs français du peloton. En 1942, il remporte la 1re étape du Circuit de France entre Paris et Le Mans, en devançant son compagnon d'échappée, le Belge François Neuville. À la fin du mois de juin de la même année, un classement dressé par le journal Le Petit Parisien le place au deuxième rang des routiers-sprinteurs français derrière Paul Maye, qui l'a d'ailleurs devancé au sprint dans le Grand Prix d'Europe. Entre 1943 et 1944, il alterne les épreuves sur route et sur piste, remportant notamment le Grand Prix d'Europe sur piste en 1943 avec Francis Grauss et la course en ligne de l'Omnium de la route l'année suivante. En 1943, il se distingue également en prenant la 3e place du Grand Prix de Provence derrière Émile Idée et Camille Danguillaume, deuxième manche du Grand Prix du Tour de France.
En 1945, Guy Lapébie choisit de se consacrer à la route. Il dispute plusieurs épreuves en Suisse : le pays accueille de nombreuses courses devant la difficulté pour les autres nations, éprouvées par la guerre, de réunir les conditions matérielles et financières nécessaires à la bonne tenue des compétitions cyclistes. Il y obtient de bons résultats, avec une victoire sur Zurich-Lausanne et sur le Critérium de Bellinzone. En tête de la course sur Zurich-Davos, il est finalement distancé sur un incident mécanique et se classe 10e. Il prend également la 6e place de la course de côte À travers Lausanne. L'année suivante, c'est de nouveau en Suisse qu'il remporte ses principaux succès. Il gagne le classement général du Tour des 3 lacs, en s'imposant sur une étape en ligne et un contre-la-montre, se classe 5e de Zurich-Lausanne puis remporte le Grand Prix du Locle sur un parcours très sélectif. Guy Lapébie déclare alors vouloir montrer qu'il n'est pas seulement un bon routier-sprinteur mais également un coureur capable de grimper au rythme des meilleurs. Troisième de Paris-Reims, vainqueur d'une étape du Tour de Suisse, il dispute les championnats du monde à Zurich, son principal objectif de la saison, mais doit se contenter de la 9e place, à près de 7 minutes du vainqueur, le Suisse Hans Knecht. L'année suivante, Lapébie délaisse la route au profit des épreuves sur piste, jugées plus lucratives selon lui.

#### Sur le podium du Tour (1948)

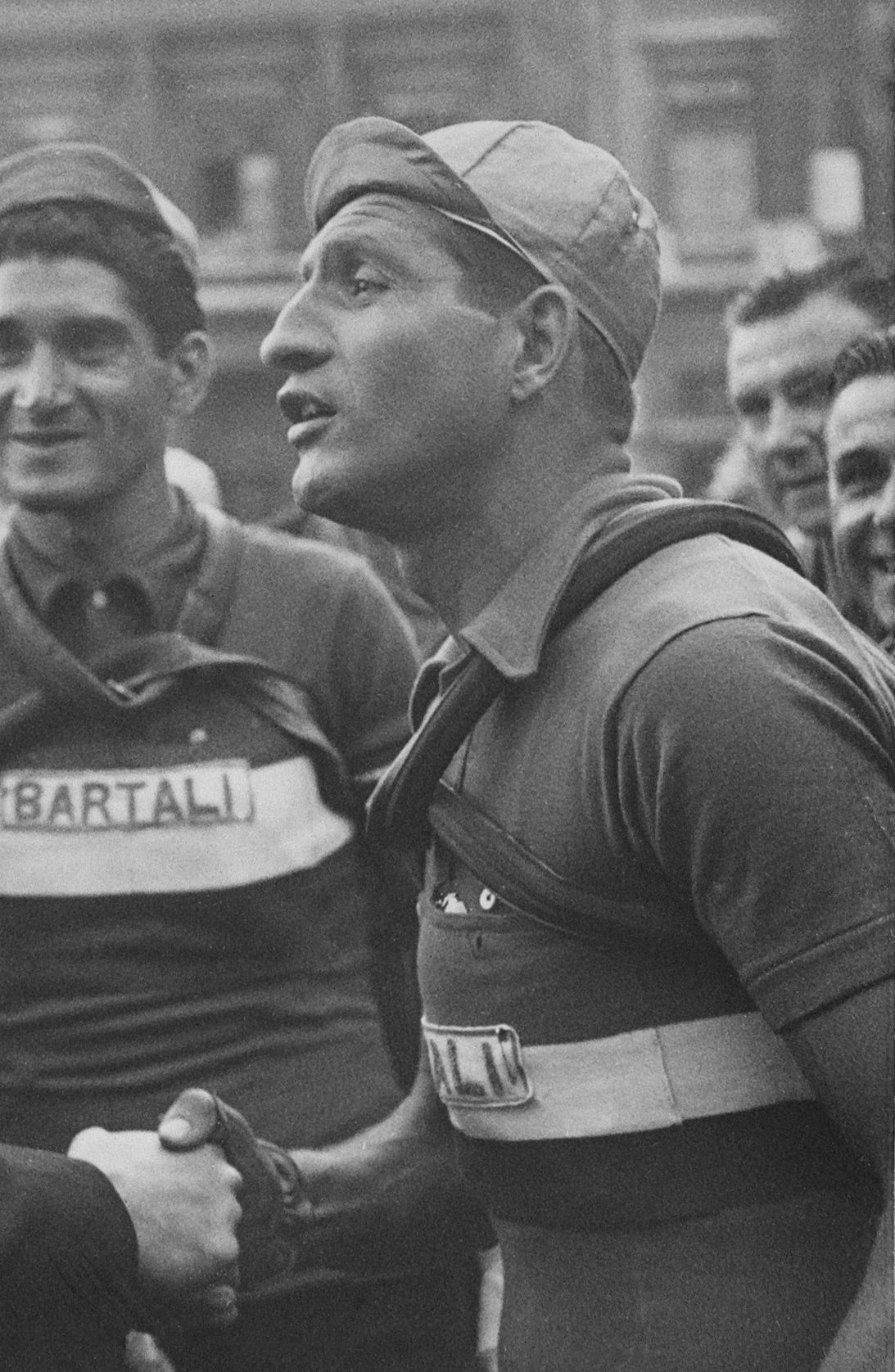
Gino Bartali remporte le Tour 1948, Lapébie se classe 3e.

Guy Lapébie et Arthur Sérès se distinguent sur les épreuves sur piste au début de la saison 1948. Le duo se classe 4e des Six Jours d'Anvers puis gagne le Prix Wambst-Lacquehay, comme l'année précédente, et prend la 3e place du Prix Goullet-Fogler. Enfin, Sérès et Lapébie s'imposent lors des Six Jours de Paris. Dès lors, Guy Lapébie annonce vouloir se consacrer à la route et participer au Tour de France, s'attirant ainsi la défiance des suiveurs du cyclisme qui ne pensent pas le champion de la piste capable de convertir ses succès sur les vélodromes en victoires sur la route. Il prend alors part à plusieurs épreuves en vue de décrocher sa sélection pour le Tour. Auteur de performances décevantes sur Paris-Tours puis sur les Boucles de la Seine, il se distingue sur le Tour du Luxembourg en remportant en solitaire la deuxième étape à Diekirch, après avoir lâché le peloton dans la dernière ascension du parcours. Il endosse par la même occasion le maillot de leader mais doit le céder dès le lendemain à Jean Goldschmit. Il achève ce Tour à la 2e place du classement général et rassure quant à ses capacités de résistance sur les courses par étapes. Échappé avant d'abandonner sur Paris-Limoges, Guy Lapébie obtient néanmoins sa sélection pour le Tour au sein de l'équipe Centre-Sud-Ouest dirigée par l'ancien coureur Arsène Alancourt.
Dans la troisième étape entre Dinard et Nantes, il se lance en contre-attaque avec Louison Bobet et Roger Lambrecht et rejoint rapidement les coureurs échappés. À l'arrivée sur le vélodrome Petit-Breton, il fait parler sa pointe de vitesse pour s'imposer devant Raymond Impanis et ainsi remporter sa première victoire d'étape sur le Tour de France. Bobet endosse le maillot jaune tandis que Lapébie remonte au 5e rang du classement général. Il perd quelques places lors des étapes suivantes et attend la traversée des Pyrénées pour juger de sa condition et de ses possibilités dans ce Tour. En difficulté dès le début de la première étape pyrénéenne entre Biarritz et Lourdes, il se reprend et achève l'étape au sein d'un groupe de contre-attaquants, à moins de 6 minutes du vainqueur Gino Bartali. Désormais 7e du classement général, il gagne deux places dans l'étape suivante, au cours de laquelle il fait bonne impression dans les différentes ascensions, le col du Tourmalet, l'Aspin et le Peyresourde. Un regroupement s'opère dans les 100 derniers kilomètres de plaine avant l'arrivée où Lapébie se classe 2e, battu au sprint par Bartali. Plusieurs spécialistes comme Charles Pélissier, Roger Bastide ou encore Jean Leulliot souligne ses performances, le présentant comme la révélation du Tour et considérant qu'il possède de véritables chances de bien figurer au classement général final de l'épreuve.
Dans les Alpes, Lapébie étonne à nouveau : il se classe 7e de l'étape Cannes-Briançon puis 3e le lendemain à Aix-les-Bains, ce qui lui permet de remonter au 3e rang du classement général derrière Gino Bartali, brillant vainqueur des deux étapes, et Louison Bobet. Il gagne une place supplémentaire à l'issue du contre-le-montre entre Mulhouse et Strasbourg dont il se classe 3e, mais la perd à deux jours de l'arrivée au profit du Belge Briek Schotte. Souffrant d'un tendon, il ne peut suivre l'attaque des favoris dans l'avant-dernière côte du parcours et perd trois minutes sur la ligne d'arrivée à Liège. Il fait preuve de courage et s'accroche dans les deux dernières étapes pour préserver sa place sur le podium. Il termine 3e de ce Tour de France, à près d'une demi-heure de Bartali.

#### Victoire d'étape et abandon sur le Tour (1949)
La préparation de Guy Lapébie pour la saison 1949 est perturbée par une chute lors des Six heures de Lausanne, sur piste, mais le coureur français obtient quand même un deuxième succès consécutif dans les Six Jours de Paris, cette fois associé au Belge Achiel Bruneel. Il court peu sur route lors des premiers mois de l'année et ne remporte qu'une seule victoire, une étape du Tour du Luxembourg dont il prend la 12e place du classement général. Meilleur français du Tour l'année précédente, il est naturellement sélectionné au sein de l'équipe de France pour le Tour 1949, dirigée par Georges Cuvelier. Discret lors des premières étapes, Guy Lapébie tente une échappée dans la quatrième vers Rouen mais ne peut défendre ses chances de victoire en raison d'une crevaison. L'équipe de France est ouvertement critiquée pour son manque de combativité en ce début de Tour. Les ennuis mécaniques s'accumulent pour Lapébie, comme au début de la huitième étape lorsqu'il casse son cadre. Contraint de rouler avec un vélo plus lourd et auquel il n'est pas habitué, il reste vigilant tout au long de l'étape et intègre un groupe de 9 coureurs qui se forme à une vingtaine de kilomètres de l'arrivée à Bordeaux. Il remporte l'étape au sprint devant Rik Van Steenbergen et remonte au 10e rang du classement général, ce qui en fait le nouveau leader de l'équipe de France. Pour autant, il abandonne dans la dixième étape entre Saint-Sébastien et Pau, incapable de suivre le rythme à l'avant de la course alors que les cols empruntés lors de cette journée semblent d'une difficulté relativement modeste. Cet abandon, de même que celui de quatre autres membres de l'équipe de France, lui vaut les critiques du directeur de la course, Jacques Goddet, qui lui reproche de s'être insuffisamment préparé avant l'épreuve.

#### Fin de carrière
En 1950, Guy Lapébie commence sa saison en disputant plusieurs épreuves sur piste comme à son habitude, toujours associé à Achiel Bruneel. Doubles tenants du titre, ils doivent cette fois se contenter de la 2e place lors des Six Jours de Paris, mais remportent néanmoins les Six Jours de Saint-Étienne. De retour sur la route à l'occasion du Critérium national, il se classe 2e derrière Pierre Barbotin, puis obtient un nouveau podium sur Paris-Bruxelles, seulement battu par Rik Van Steenbergen. Il participe ensuite au Tour du Maroc, où il affiche ses ambitions pour la victoire finale en remportant la deuxième étape, mais plusieurs fois victime de chutes ou d'incidents mécaniques, dont quatre crevaisons au cours la septième étape, il doit reporter ses espoirs sur des victoires d'étapes et non sur le classement général final. Il s'impose lors des huitième, treizième et quinzième étapes, portant ainsi son total à 4 victoires sur ce Tour du Maroc remporté par Olimpio Bizzi et dont il se classe finalement 8e. Le soir même de l'arrivée, il prend l'avion afin de pouvoir s'aligner au départ de Paris-Tours dès le lendemain. Malgré la fatigue, il finit 3e, puis remporte quelques jours plus tard le classement général du Grand Prix des vins de la Gironde après s'être adjugé la deuxième des trois étapes de l'épreuve. Il renonce de lui-même à participer au Tour de France 1950 en apprenant dans la presse que le nouveau directeur de l'équipe de France, Jean Bidot, souhaite observer son comportement dans les prochaines courses avant de prendre une décision, tandis que Lapébie considère que son bon début de saison devait lui octroyer une sélection automatique. La classique Bordeaux-Paris, dont il a fait l'objectif principal de sa saison, est pour lui une source de désillusion. Véritablement confiant quant à ses chances de victoire, il abandonne à Amboise, souffrant de l'estomac et relégué dans un deuxième peloton.
Dès lors, Guy Lapébie tourne le dos à la route pour se consacrer aux épreuves sur piste avec un nouveau partenaire au début de la saison 1951 en la personne d'Émile Carrara. Ensemble, ils remportent de nombreux succès dont les Six Jours de Berlin, de Hanovre et de Munich.
Il dispute sa dernière saison en 1952, qui débute par une déception lors des Six Jours de Paris avec la chute d'Émile Carrara qui entraîne l'abandon du duo alors qu'il semblait le mieux armé pour la victoire finale. Il fait son retour à la route et se classe notamment 3e d'une étape de Paris-Nice. Son bon comportement sur le Critérium du Dauphiné libéré et les Boucles de la Seine lui vaut une sélection au sein de l'équipe Ouest-Sud-Ouest, dirigée par Léon Le Calvez, pour le Tour de France 1952. Il termine à deux reprises parmi les dix premiers d'une étape mais abandonne à quelques jours de l'arrivée, malade à la suite d'un refroidissement au cours de l'étape Toulouse-Bagnères-de-Bigorre qu'il avait achevée à la dernière place. Il met fin à sa carrière professionnelle, à l'âge de 36 ans.

### Après carrière et postérité
Après sa retraite sportive, Guy Lapébie s'installe à Bordeaux où il achète un grand café du centre-ville, le Gambetta, qui devient le Lapébie. Il dirige l'établissement jusqu'en 1976, le transformant en brasserie puis en discothèque. Il crée également un hôtel-restaurant au col de Menté, qu'il cède ensuite au groupe Pernod-Ricard pour en faire un centre de vacances de son comité d'entreprise et dont son fils Serge assure un temps la gestion. Guy Lapébie meurt le 8 mars 2010 à l'hôpital de Saint-Gaudens d'une pneumopathie.
Le nom de Guy Lapébie, de même que ceux de son frère Roger, de son fils Serge et de son neveu Christian, est associé à une épreuve cyclosportive organisée dans les Pyrénées à Bagnères-de-Luchon, « La Lapébie ».

## Style
Guy Lapébie est avant tout un routier-sprinteur véloce, doté d'une bonne pointe de vitesse. Pour autant, sa bonne tenue dans les cols lors du Tour de France 1948 permet à certains spécialistes, comme Charles Pélissier, de le classer dans la catégorie des coureurs complets. Spécialiste de la piste et des courses sur vélodrome, il y obtient de nombreux succès, notamment dans les épreuves de Six jours. Il mène une vie simple et surveille particulièrement son régime alimentaire et son sommeil. Il s'impose un régime sévère et ne s'accorde aucun excès.

## Palmarès sur route

### Palmarès amateur
- 1935
  - Paris-Romorantin
  - 2e de Paris-Dieppe
- 1936
  -  Champion olympique sur route par équipes (avec Robert Charpentier et Robert Dorgebray)
  - Critérium national amateurs
  -  Médaillé d'argent de la course en ligne aux Jeux olympiques
  - 4e du championnat du monde sur route amateurs

### Palmarès professionnel
| - 1937 - 3e de Paris-Caen - 1939 - 9e de Paris-Nice - 1942 - 1re étape du Circuit de France - 2e du Grand Prix d'Europe - 1943 - Grand Prix d'Europe (avec Francis Grauss) - 1944 - Course en ligne de l'Omnium de la route - 1945 - Zurich-Lausanne - 1946 - 3ea étape du Tour de Suisse - GP du Locle - Tour des Trois Lacs : - Classement général - 1re et 2e étapes - 3e de Paris-Reims - 9e du championnat du monde sur route | - 1948 - 3e étape du Tour de France - 2e étape du Tour de Luxembourg - 2e du Tour de Luxembourg - 3e du Tour de France - 1949 - 8e étape du Tour de France - 5eb étape du Tour de Luxembourg - 1950 - Grand Prix des vins de la Gironde : - Classement général - 2e étape - 2e, 8e, 12e et 15e étapes du Tour du Maroc - 2e de Paris-Bruxelles - 2e du Critérium national - 3e de Paris-Tours |  |

### Résultats sur le Tour de France
3 participations
- 1948 : 3e, vainqueur de la 3e étape
- 1949 : abandon (10e étape), vainqueur de la 8e étape
- 1952 : abandon (18e étape)

## Palmarès sur piste
| - 1936, avec Jean Goujon, Robert Charpentier et Roger Le Nizerhy - Champion olympique de poursuite par équipes - 1942, avec Adolphe Prat - Prix Dupré-Lapize - 1946, avec Arthur Sérès - Six heures de Marseille - 2e des Six Jours de Paris - 3e du Prix Linart-Sérès - 1947, avec Arthur Sérès - Prix Wambst-Lacquehay - Prix du Salon - 3e des Six Jours d'Anvers - 1948, avec Arthur Sérès - Prix Wambst-Lacquehay - Six jours de Paris - Bol d'Or de Nîmes - 2e du Prix Hourlier-Comès - 1949, avec Achiel Bruneel - Six jours de Paris | - 1950, avec Achiel Bruneel - Six jours de Saint-Étienne - 2e des Six Jours de Paris - 3e des Six Jours de Hanovre (avec Harry Saager) - 1951, avec Émile Carrara - Six jours de Berlin - Six jours de Hanovre - Six jours de Munich - Prix du Salon - Grand Prix d'ouverture du Vel' d'Hiv' - 18 heures de Hanovre - 2e des Six Jours de Münster - 2e des Six Jours de Saint-Étienne - 1952, avec Émile Carrara - Six jours de Berlin - Six jours de Dortmund |  |